# Christchurch Sirens
Les Christchurch Sirens est un club féminin néo-zélandais de basket-ball basé dans la ville d'Addington. Le club appartient à la Women's National Basketball League, la ligue professionnelle de plus haut niveau en Australie (et non son pendant néo-zélandais qui semblerait plus logique). Le club est membre du collectif Canterbury Basketball, tout comme les Canterbury Rams.

## Historique
Le club fait partie, avec le Jimmy Possum Bendigo Spirit, de l'extension de la ligue en 2007

## Entraîneurs successifs
- Depuis ? : -